# Moigny-sur-École
Moigny-sur-École è un comune francese di 1 316 abitanti situato nel dipartimento dell'Essonne nella regione dell'Île-de-France.

## Società

### Evoluzione demografica
Abitanti censiti